# Sebastián Prieto (calciatore)
Sebastián Nahuel Prieto (San Francisco Solano, 9 aprile 1993) è un calciatore argentino, difensore dell'Argentinos Juniors.

## Carriera
Prieto ha iniziato la sua carriera nei professionisti con il Talleres (RdE). Durante la sua seconda stagione con il club, ha contribuito con 56 presenze e una rete alla promozione in Primera B Metropolitana.
Nel luglio del 2017, Prieto è stato acquistato dall'UAI Urquiza.
Nel giugno del 2018 si è trasferito al Temperley. La prima rete con i biancazzurri è arrivata in occasione del match della Primera B Nacional disputato contro il Ferro Carril Oeste, il 25 febbraio 2019.
Nel 2020 viene acquistato dal Tigre, club con il quale vince la Primera B Nacional 2021 e colleziona complessivamente 124 presenze, 4 reti e 9 assist.
Nel 2024 viene ceduto all'Argentinos Juniors.

## Palmarès

### Competizioni nazionali
- Primera B Nacional: 1

Tigre: 2021